# Arthur MacCaig
Arthur MacCaig, né le 13 juin 1948 dans le New Jersey et mort le 6 novembre 2008 à Belfast, était un documentariste américain, fondateur de la société de production de documentaire Dathanna.

## Biographie
Arthur Mac Caig est né et a grandi dans un quartier ouvrier de North Bergen (État du New Jersey), sur les rives de l'Hudson, au sein d'une famille d'origine irlandaise. Son père, dont la famille était originaire de Belfast, était docker sur les quais de l'Hudson et militant syndical. Il était un fervent admirateur de la figure historique de James Connolly, l'un des fondateurs de l'IRA. Sa mère, dont la famille était originaire de Cork, était une catholique fervente. Son oncle, ancien US marine et agent du FBI, soutenait lui aussi l'IRA, à travers la figure de Michael Collins. 

## Filmographie
- A Song for Ireland (2005)
- States of Terror (2001)
- War and Peace in Ireland (1998)
- I Am Become Death: They Made the Bomb (1996)
- Voix Irlandaises (12 min - 1994-95)
- State Of Terror (3 x 51 min - 1994)
- Wearing The Green (52 min - 1994)
- Les Années Kalachnikov (4 x 52 min 1991-92)
- Irish Voices (1996)
- Contre Sa Majesté (24 min - 1991)
- Avenue de la Liberté (1990)
- Wearing the Green: Longtermers of the New York State Prison System (1996)
- Irish Ways (52 min - 1989)
- Provos: témoignage d'une guerre (1987)
- Comprendre son Enfant par le Jeu (1987)
- Les Mains Sales (40 min - France 2 1986 - Arthur Mac Caig - Stéphane Gillet)
- The Jackets Green (14 minutes - color Release: 1996)
- Euskadi: Hors d'État (95 min - Dathanna 1984)
- Ammoniac City (35 min - 1982)
- The Patriot Game (93 min - 1979 - Primé aux Festivalx de Bilbao, Alès et Festkinon)